# Vítězslav Svozil
Vítězslav Svozil (* 9. dubna 1933 Olomouc) je bývalý československý a český sportovní plavec, účastník olympijských her v roce 1960. Jako stále poslední český plavec, zaplaval 1. května 1957 ve venkovním bazénu v Piešťanech na trati 100 metrů prsa časem 1:12,7 s světový rekord.

## Sportovní kariéra
Je rodákem z Náměšti na Hané. Plavat se naučil v 7 letech v potoce Šumici pod jezem v kurzech místní sokolské jednoty. Ve čtyřicátých letech dvacátého století v Náměšti vyrostlo moderní koupaliště s 50 m bazénem, kam jezdili na letní soustředění plavci z velkých sportovních oddílů. Od nich odkoukával první plavecké prvky. Závodnímu plavání se začal věnovat v Olomouci v roce 1949, při studiu střední školy. Plavecké kurzy vedl Josef Kopřiva, který u olomoucké vojenské posádky trávil povinnou základní vojenskou službu. S Kopřivou spolupracoval s přestávkami celou sportovní kariéru. Specializoval se na plaveckou techniku prsa. Prsa plaval ve své době klasicky nikoliv pod vodou (jak bylo tehdy zvykem), na svou dobu krásným stylem. Jeho slabinou oproti ostatním plavcům byly obrátky.
K rozmachu v plavecké kariéře mu dlouho bránili komplikované rodinné záležitosti. Jeho otec byl po roce 1948 řadu let vězněn a tehdejší politický režim mu cestu do reprezentace neusnadňoval. V rozhovoru z roku 2006 uvedl, že se mu několikrát stalo, že na letišti přijel delegát svazu a nesl o jeden pas méně se slovy "Svozil, ty nejedeš". V roce 1953 šel na základní vojenskou službu, ale jako špičkový plavec se místo do Ústředního domu armády (ÚDA) v Praze dostal k posádce do Berouna a následně do Plzně. V létě 1954 vyhrál národní vojenské mistrovství a po přímluvě velitele sportovní roty byl nakonec do ÚDA zařazen s určitým omezením. Mohl se připravovat s týmem ÚDY, jezdit s nimi na soustředění, ale bez vojenské hodnosti a výhod s tím spojených. V zimních měsících se trénovalo v bazénu ve vinohradské sokolovně a od dubna do září v Piešťanech.
V olympijském roce 1956 byl dobře připraven, ale nominační kritéria na 200 m prsa nakonec nesplnil. Svým zaměřením byl více sprinter, specialista na kratší, tehdy neolympijské, tratě 50 m a 100 m prsa a o jeho nominaci do velké míry rozhodoval i kádrový posudek.
Od roku 1957 přestoupil jako sportovní instruktor do Brna na vojenskou akademii. Připravoval se nově v Charlottinkách. V témže roce 1957 se zapsal do dějin českého plavání překonáním světového rekordu.

### Světový rekord
Mezinárodní plavecká federace vyhlásila od 1. května 1957 pravidlo, že bude uznávat za světové rekordy pouze výkony dosažené v 50 m bazénu. Tímto zrušila všechny dosud platné světové rekordy a stanovila limity pro světový rekord – na 100 m prsa čas 1:13,0 s. Kromě toho pro prsa platil nově zákaz plavání pod vodou – po každém záběru se plavec musel vynořit hlavou nad hladinu. Tehdejší trend v prsou byl plavat prakticky celou trať pod vodou. Japonec Masaru Furukawa tímto způsobem zaplaval v 25 m bazénu v roce 1955 světový rekord 1:08,2 na 100 m prsa.
1. května 1957 pár hodin po zrušení platných rekordů Svozil v 50 m bazénu v Piešťanech zaplaval na závodech za silného větru, za deště a při těplotě 8 °C světový rekord 1:12,7 na tehdy neolympijské trati 100 m prsa. Stal se druhým Čechoslovákem po Jarmile Müllerové (1924), který tohoto úspěchu dosáhl. Zajímavostí bylo, že se nejednalo o československý rekord. Ten patřil Svozilovi časem 1:11,7 avšak z 25 m bazénu – Československý plavecký svaz další rok ponechal platné rekordy z 50 a 25 m bazénu.
Tentýž den však světový rekord překonalo dalších několik plavců. Mezinárodní plavecká federace tak podle místního času ověřovala platnost rekordu. Prvním plavcem, který překonal limit 1:13,0 byl skutečně Svozil, ale necelou půlhodinu po něm jeho světový rekord překonal v Kantonu hongkongský Číňan Čchi Lie-jün časem 1:11,6. Držitelem evropského rekordu však nadále zůstal. V srpnu evropský rekord vylepšil na 1:12,2, ale 15. září 1957 jeho evropský rekord i světový rekord Čchi Lie-jüna překonal Sovět Vladimir Minaškin časem 1:11,5.
V roce 1958 absolvoval s trenérem Otakarem Zábojem náročnou přípravu na mistrovství Evropy v Budapešti. Jeho osobní trenér Kopřiva musel ze zdravotních důvodů přerušit trenérskou činnost. Trénovalo se tehdy podle nových metod – velké tréninkové objemy distančním způsobem dva měsíce před mistrovstvím. Tento nový způsob mu napoprvé nesedl – tzv. vyladil formu měsíc po mistrovství Evropy. Na samotném Mistrovství Evropy se cítil unavený a na 200 m prsa vypadl v semifinále.
V roce 1960 startoval na olympijských hrách v Římě. Před závodem na 200 m prsa se cítil v dobré kondici, ale rozplavbu takticky nezvládl. Českým rekordem 2:42,4 se dělil o postupové 16. místo do semifinále. V následné repasáži český rekord vylepšil na 2:41,7, ale na postup do semifinále to nestačilo. Později v rozhovoru z roku 2006 uvedl, že pravděpodobnou příčinou neúspěchu v Římě byl nedostatek absolvovaných mezinárodních závodů. Na 150 m byl v čele závodu s Američanem Paulem Haitem, když si toto připustil, zachvátili ho pochybnosti jestli závod nepřepálil, zvolnil a dohmátl na hraně postupu.
Od semestru 1960/61 přestoupil ze studijních důvodu do Bratislavy. Na Univerzitě Komenského studoval na pedagogické fakultě tělesnou výchovu a biologii. V roce 1962 startoval na mistrovství Evropy ve východoněmeckém Lipsku. Na 200 m prsa nepostoupil z rozplaveb do dalších bojů a s polohovou štafetou 4×100 m obsadil ve finále 6. místo. Sportovní kariéru ukončil v dubnu 1964. Věnoval se trenérské a metodické práci na katedře tělesné výchovy Vysoké školy zemědělské v Brně. Mezi lety 1966 až 1968 působil jako instruktor tělesné výchovy v Tunisku.

### Ocenění
Dne 19. ledna 2019 byla (na galavečeru ke 100. výročí založení Československého amatérského plaveckého svazu) založena Síň slávy Českého svazu plaveckých sportů. Vítězslav Svozil byl do ní uveden, a spolu se 112 dalšími sportovci získal speciální ocenění za své výkony a přínos pro naše plavání.